# Лінкольн (округ, Оклахома)
Шаблон:StateAbbr_ 35°42′ пн. ш. 96°53′ зх. д. / 35.7° пн. ш. 96.88° зх. д.
Округ  Лінкольн (англ. Lincoln County) — округ (графство) у штаті  Оклахома, США. Ідентифікатор округу 40081.

## Історія
Округ утворений 1891 року.

## Демографія
За даними перепису 
2000 року 
загальне населення округу становило 32080 осіб, зокрема міського населення було 2502, а сільського — 29578.
Серед мешканців округу чоловіків було 15821, а жінок — 16259. В окрузі було 12178 домогосподарств, 9122 родин, які мешкали в 13712 будинках.
Середній розмір родини становив 3,03.
Віковий розподіл населення поданий у таблиці:
| Стать    | До 15 років | 15-21 | 22-29 | 30-39 | 40-49 | 50-65 | 65-85 | Понад 85 |
| -------- | ----------- | ----- | ----- | ----- | ----- | ----- | ----- | -------- |
| Чоловіки | 3609        | 1711  | 1367  | 2104  | 2384  | 2692  | 1794  | 160      |
| Жінки    | 3454        | 1571  | 1324  | 2221  | 2393  | 2787  | 2100  | 409      |

## Суміжні округи
- Пейн — північ
- Крік — північний схід
- Окфаскі — південний схід
- Поттаватомі — південь
- Оклахома — південний захід
- Логан — північний захід

## Виноски
1. ↑  U.S. Decennial Census. United States Census Bureau. Архів оригіналу за 19 липня 2018. Процитовано 21 лютого 2015.
2. ↑  Historical Census Browser. University of Virginia Library. Архів оригіналу за 11 серпня 2012. Процитовано 21 лютого 2015.
3. ↑  Forstall, Richard L., ред. (27 березня 1995). Population of Counties by Decennial Census: 1900 to 1990. United States Census Bureau. Архів оригіналу за 19 лютого 2015. Процитовано 21 лютого 2015.
4. ↑  Census 2000 PHC-T-4. Ranking Tables for Counties: 1990 and 2000 (PDF). United States Census Bureau. 2 квітня 2001. Архів оригіналу (PDF) за 18 грудня 2014. Процитовано 21 лютого 2015.
5. ↑  State & County QuickFacts. United States Census Bureau. Архів оригіналу за 28 липня 2011. Процитовано 9 листопада 2013.(англ.) Наведено за англійською вікіпедією.
6. ↑  American FactFinder. Бюро перепису населення США. Архів оригіналу за 26 лютого 2012. Процитовано 31 січня 2008.

| США | Це незавершена стаття з географії США. Ви можете допомогти проєкту, виправивши або дописавши її. |